# ثقب أسود صوتي
الثقب الأسود الصوتي (بالإنجليزية: Sonic Black Hole)‏ أحيانا يدعى بالثقب الغبي أو ثقب النفايات Dumb Hole، هي ظاهرة لا تستطيع فيها اضطرابات الصوت وبشكل أدق وعلى المستوى الكمومي «حامل الصوت الفونون» الهروب من السائل الذي يتدفق خلاله بسرعة أكبر من سرعة الصوت المحلية، وتسمى الثقوب الصوتية أو الصوتية السوداء حيث أن الفونونات المحتجزة تشبه الفوتونات المحتجزة بذات المبدأ في الثقب الأسود.
من هذا المنطلق يهتم الفيزيائيون بالخصائص المشتركة التي يتعرض إليها الفونون مقارنة بالفوتون بما أنهما يخضعان لذات الشروط بالنسبة للجسيمات عند وما بعد أفق الحدث وعلى وجه الخصوص التساؤل حول وجود نسخة صوتية من إشعاع هوكينغ.
ويتم تعريف أفق الحدث حالة الثقب الأسود الصوتي بأنه حد الثقب الاسود الصوتي، والتي تتغير فيها سرعة التدفق من حالة أسرع من الصوت إلى أقل من سرعة الصوت، في تلك النقطة التي يقترب فيها تواتر الفونونات من الصفر.